# Mạnh Phát
Mạnh Phát (tên đầy đủ: Lê Mạnh Phát, 1926 - 1973) là một ca sĩ, nhạc sĩ nhạc tiền chiến và nhạc vàng, có nhiều sáng tác được yêu thích như "Ai về quê tôi", "Hoa nở về đêm", "Ngày xưa anh nói", "Sương lạnh chiều đông",... Ông còn ký các tên khác trên nhạc phẩm là Tiến Đạt và Thúc Đăng.

## Cuộc đời
Ông tên đầy đủ là Lê Mạnh Phát, sinh năm 1926 tại tỉnh Nghệ An. Năm 1940, ông cùng gia đình di cư vào Sài Gòn. Có năng khiếu âm nhạc từ nhỏ, nên sau khi học song bậc trung học ông đi theo con đường ca hát, lúc bấy giờ ông được mời hát cho hai hãng đĩa có tiếng là Asia và BéKa. Đến giữa thập niên 1940 Mạnh Phát đã khá nổi tiếng và vươn lên đỉnh cao sự nghiệp ca sĩ khi ông thường hát trên Đài phát thanh Pháp Á chung với nữ ca sĩ Minh Diệu, cũng là vợ ông sau này. Lúc bấy giờ tiếng hát của ông được rất nhiều khán thính giả yêu thích, nhất là khi thể hiện ca khúc “ Ai về sông Tương” của nhạc sĩ Văn Giảng.
Từ cuối năm 1949 đến năm 1955, ông bắt đầu soạn nhạc với bút danh Tiến Đạt và Thúc Đăng. Một số sáng tác của ông giai đoạn này là Ai về quê tôi, Anh đã về, Hồn trai Việt, Mong người trở lại, Trăng sáng trong làng,... Năm 1958, Mạnh Phát đóng vai chính trong phim Tình quê ý nhạc, cùng tên với một bản nhạc của ông.
Đến đầu thập niên 1960, cũng như một số nhạc sĩ cùng thời khác như Châu Kỳ, Hoài Linh, Minh Kỳ..., Mạnh Phát chuyển sang sáng tác nhạc vàng theo thể điệu bolero. Phần lớn các ca khúc của ông ở giai đoạn này như Hoa nở về đêm, Ngày xưa anh nói (chung với Thanh Tuyền), Sương lạnh chiều đông, Phố vắng em rồi (thơ Nguyễn Đan Thanh), Vọng gác đêm sương,... trở nên phổ biến và vẫn còn được yêu thích cho đến tận nay.
Năm 1962, ông cùng Nguyễn Văn Đông đưa nữ sinh Phạm Như Mai (khi đi hát lấy nghệ danh là Thanh Tuyền) từ Đà Lạt về Sài Gòn nuôi dưỡng, lăng-xê, tạo nên sự nghiệp ca hát lẫy lừng cho bà. Thanh Tuyền sống tại nhà của Mạnh Phát - Minh Diệu và nhận Mạnh Phát - Minh Diệu là cha mẹ nuôi, được chỉ dạy nhiều về âm nhạc.
Ngoài ra, ông còn phụ trách chương trình Tiếng Ca Gửi Người Tiền Tuyến trên Đài Tiếng nói Quân đội của VTVN.
Ca sĩ Phương Dung là người trình bày thành công nhiều ca khúc của nhạc sĩ Mạnh Phát là Nỗi Buồn Gác Trọ, Sương Lạnh Chiều Đông, Hoa Nở Về Đêm… cho biết ông là một người thầy rất khó tính, mỗi khi có bài hát mới ông đều đến nhà và tập cho Phương Dung hát đúng ý, đúng tâm tình của từng ca khúc riêng biệt.
Khi đang ở đỉnh cao của sự nghiệp, nhạc sĩ Mạnh Phát qua đời ngày 2 tháng 1 năm 1973 tại Sài Gòn, khi mới 47 tuổi.

## Sáng tác
Danh sách này không đầy đủ, bạn cũng có thể giúp mở rộng danh sách.
| STT | Tên ca khúc              | Bút danh sử dụng | Đồng sáng tác với     | Năm  |
| --- | ------------------------ | ---------------- | --------------------- | ---- |
| 1   | Ai về quê tôi            | Tiến Đạt         |                       | 1953 |
| 2   | Áo tím ngày xưa          |                  | Lan Đài               | 1962 |
| 3   | Anh đã về                |                  |                       | 1955 |
| 4   | Anh đi chiều ấy          | Thúc Đăng        |                       |      |
| 5   | Anh đi phố vắng          | Thúc Đăng        |                       |      |
| 6   | Anh về vui khúc tình ca  |                  |                       |      |
| 7   | Bến nước tình quê        |                  | Lê Mộng Bảo           | 1955 |
| 8   | Buồn ơi giã biệt         |                  |                       | 1963 |
| 9   | Bước chân kỷ niệm        | Thúc Đăng        |                       |      |
| 10  | Chiều nhớ bạn            | Thúc Đăng        |                       |      |
| 11  | Cánh nhạn về             |                  | Thu Hồ                |      |
| 12  | Chiều xa gác trọ         |                  |                       |      |
| 13  | Chiều xưa                | Tiến Đạt         |                       |      |
| 14  | Chỉ có một mình anh      | Thúc Đăng        | Thanh Phương          | 1965 |
| 15  | Chuyến xe kỷ niệm        | Thúc Đăng        |                       |      |
| 16  | Chuyến xe thơ mộng       | Thúc Đăng        |                       |      |
| 17  | Cô hàng dừa Xiêm         |                  |                       |      |
| 18  | Cô gái sông Hương        |                  |                       | 1953 |
| 19  | Cung thương ngày cũ      |                  | Nguyễn Văn Đông       | 1963 |
| 20  | Dấu chân kỷ niệm         | Thúc Đăng        | Thanh Phương          | 1965 |
| 21  | Đêm không trăng sao      |                  |                       | 1964 |
| 22  | Đêm vui đại lộ           |                  |                       |      |
| 23  | Đêm trắng hậu phương     | Thúc Đăng        | Dzũng Đạt             | 1966 |
| 24  | Đợi sáng                 |                  |                       | 1962 |
| 25  | Đừng quên nhau           |                  | Minh Kỳ               | 1959 |
| 26  | Đường tơ chưa dứt        |                  | Hoài Linh             | 1961 |
| 27  | Em gái bến Thanh Hà      |                  | Thu Hồ                |      |
| 28  | Gặp anh                  |                  | Trần Thiện Thanh      | 1962 |
| 29  | Gió biển                 | Thúc Đăng        |                       | 1957 |
| 30  | Gió chuyển mùa thương    |                  |                       | 1963 |
| 31  | Gửi cánh mây trời        |                  |                       | 1964 |
| 32  | Hoa nở một lần thôi      |                  |                       | 1962 |
| 33  | Hoa nở về đêm            |                  |                       | 1962 |
| 34  | Hồn trai Việt            | Tiến Đạt         |                       |      |
| 35  | Kéo gỗ làm đình          |                  |                       | 1953 |
| 36  | Khi mình còn thương      |                  |                       | 1964 |
| 37  | Khúc nhạc đồng quê       | Thúc Đăng        |                       | 1954 |
| 38  | Lỗi hẹn                  |                  | Huy Lai (Thanh Tuyền) | 1966 |
| 39  | Mong người chiến sĩ      | Thúc Đăng        |                       |      |
| 40  | Mong người trở lại       | Tiến Đạt         |                       |      |
| 41  | Năm 19 tuổi              |                  |                       |      |
| 42  | Ngày nào em với tôi      |                  | Minh Kỳ               | 1964 |
| 43  | Ngày xưa anh nói         | Thúc Đăng        | Thanh Tuyền           | 1966 |
| 44  | Ngàn năm mây bay         |                  | Trần Thiện Thanh      |      |
| 45  | Người ấy là em           |                  | Thu Hồ                | 1961 |
| 46  | Nhớ một người            |                  | Hoài Linh             | 1961 |
| 47  | Nhớ mùa hoa tím          |                  |                       | 1961 |
| 48  | Nhớ viết thư cho em      |                  | Trần Thiện Thanh      | 1962 |
| 49  | Nỗi buồn gác trọ         |                  | Hoài Linh             | 1964 |
| 50  | Phố vắng em rồi          |                  | Nguyễn Đan Thanh      | 1965 |
| 51  | Qua xóm nhỏ              |                  | Trần Thiện Thanh      | 1962 |
| 52  | Rồi một ngày             |                  |                       | 1962 |
| 53  | Sao anh lỗi hẹn          |                  | Y Vân                 | 1963 |
| 54  | Sao khuya                |                  |                       | 1966 |
| 55  | Sương lạnh chiều đông    |                  |                       | 1963 |
| 56  | Tàu nhổ neo rồi          |                  | Trần Thiện Thanh      | 1962 |
| 57  | Thành đô ơi giã biệt     | Thúc Đăng        |                       | 1965 |
| 58  | Thư về thăm mẹ           |                  |                       | 1968 |
| 59  | Tiến lên Việt Nam        | Thúc Đăng        |                       |      |
| 60  | Tiếng chuông chiều       |                  | Hoài Linh             | 1961 |
| 61  | Tiếng hát đôi mươi       | Thúc Đăng        | Bảo Thu               |      |
| 62  | Tiếng hát ngày xưa       | Thúc Đăng        | Nhật Ngân             |      |
| 63  | Tiếng hát trên sông      | Tiến Đạt         |                       |      |
| 64  | Tìm đến ngày mai         |                  | Hoài Linh             |      |
| 65  | Tơ vàng                  |                  |                       |      |
| 66  | Tôi gặp em               |                  |                       | 1965 |
| 67  | Tôi vẫn đi tìm           |                  | Trọng Khương          | 1962 |
| 68  | Trăng sáng trong làng    | Tiến Đạt         |                       | 1954 |
| 69  | Trở về mái nhà xưa       |                  |                       |      |
| 70  | Trọn ước                 | Thúc Đăng        |                       |      |
| 71  | Vầng trăng ai xẻ làm đôi |                  | Tuấn Khanh            | 1965 |
| 72  | Viết cho anh             |                  |                       | 1964 |
| 73  | Vọng gác đêm sương       |                  |                       | 1962 |
| 74  | Xa nhau mới biết đêm dài |                  | Hoàng Ngọc Liên       | 1964 |
| 75  | Xuân về gác nhỏ          | Thúc Đăng        |                       | 1966 |